# Olivia McKoy
Olivia Celia McKoy (nacida el 1 de diciembre de 1973) es una antigua lanzadora de jabalina y de disco de Jamaica.
Ganó las medallas de plata en los Campeonatos de Centro América y Caribe de 1999 y 2005 y la medalla de bronce en los Juegos Commonwealth de 2006, y terminó cuarta en los Juegos de Centro América y Caribe de 2006.
Ella también ha competido en los Juegos Olímpicos de Sídney 2000, en los Campeonatos Mundiales de 2005 y en los Juegos Olímpicos de 2008. Su mejor marca personal está en 61.10 metros, el mejor récord femenino jamaicano, logrado en julio de 2005 en Nasáu.
McKoy se retiró después de competir en los Juegos Olímpicos de Pekín de 2008. Después de enseñar lanzamiento de disco y jabalina en un instituto de Georgia, McKoy regresó a su ciudad natal de Mandeville para enseñar en el Hydel High School, con planes de abrir su propia escuela.
En marzo de 2015, McKoy compitió en la carrera de campo y pista de las Universidad de las Indias Occidentales, donde consiguió el primer puesto lanzando la jabalina a 49.62 m. Esta actuación le ha dirigido a consideraciones de una carrera sénior para McKoy.